# База Дулси
База Дулси је предмет теорије завере према којој постоји подземна база којом заједнички управљају људима и ванземаљцима испод Арчулета Месе на граници Колорадо-Нови Мексико у близини града Дулси, Нови Мексико, у Сједињеним Америчким Државама. Тврдње о активностима ванземаљаца тамо су прво потекле од бизнисмена из Албукеркија Пола Беневица.

## Историја
Почевши од 1979. године, Беневиц је постао уверен да пресреће електронске комуникације ванземаљских свемирских летелица и инсталација изван Албукеркија. До 1980-их је веровао да је открио тајну подземну базу у близини Дулси насељену грејсима и људима. До 1983. године, његове тврдње су се појавиле у популарној штампи.
Прича се брзо проширила унутар НЛО заједнице и до 1987. НЛОлог Џон Лир је тврдио да има независне потврде о постојању базе.
Године 1986, Џорџ Клинтон Ендруз је расправљао о легендама базе Дулси у својој књизи Ванземаљци међу нама. Године 1988, таблоид Weekly World News објавио је причу под насловом „НЛО база пронађена у Новом Мексику“ у којој се тврди да су „ђаволски освајачи из другог соларног система поставили тајну подземну базу у неравним планинама северног Новог Мексика – тако да могу шангајирати људске заморце за бизарне генетске експерименте“. Прича је користила наводне цитате УФОлога Леонарда Стрингфиелда као извор за своје тврдње. Након што је сазнао за причу, Стрингфилд је протестовао: „Никад у животу нисам прочитао такво извртање чињеница“. 1990. „Пол Снајдер“ је писао о заверама базе Дулси.

## Утицај
Политиколог Мајкл Баркун написао је да су хладноратовске подземне ракетне инсталације у тој области дале површну веродостојност гласинама, чинећи причу о бази Дулси „привлачном легендом“ у оквиру уфологије. Према Баркуну, тврдње о експериментима о отмицама и препуцавањима између ванземаљаца и Делта Форс-а стављају легенду о Дулси „далеко изван чак и најнапреднијих извештаја о тајним подземним базама“.
Становници Дулси тврде да су видели НЛО, чудна светла у покрету и друга необјашњива виђења у тој области. Председник законодавног савета Јисарила Апачи, Тај Винсети „прихватио је идеју базе Дулси, делимично у настојању да стимулише туризам“, а 2016. године град је био домаћин конференције о бази Дулси у локалном казино хотелу.